# Войтенко, Владимир Григорьевич
Влади́мир Григо́рьевич Войте́нко (15 января 1912, Киев — 10 августа 1978, Киев, СССР) — советский оператор игрового и неигрового кино, фронтовой кинооператор в годы Великой Отечественной войны.

## Биография
Родился в Киеве в семье почтово-телеграфного работника. Окончил Киевскую художественно-индустриальную профшколу в 1929 году. После окончания в 1935 году операторского отделения Киевского института кинематографии проходил службу в РККА, с октября 1937 года — ассистент оператора, затем оператор Киевской киностудии художественных фильмов.
В период 1943–1944 годов на Юго-Западном фронте ВОВ в звании младшего лейтенанта. С апреля 1944 — оператор Украинской студии кинохроники.
С 1952 года — вновь на Киевской киностудии художественных фильмов. Автор сюжетов для кинопериодики «Новости дня» и другой.
Член Союза кинематографистов СССР с 1959 года.

## Фильмография

### Документальные и научно-популярные
- 1939 — Херсонес Таврический
- 1940 — Буковина (совместно с И. Шеккером)
- 1944 — На Донбассе
- 1944 — Победа на Правобережной Украине (совместно с группой операторов)
- 1945 — XXVIII Октябрь / 28 Жовтень (совместно с группой операторов)
- 1945 — Буковина
- 1945 — Первомай Победы / Першотравень Перемоги (совместно с группой операторов)
- 1946 — Донбасс (совместно с А. Ковальчуком и И. Семененко)
- 1946 — Львовский собор / Львівський собор
- 1947 — Советская Украина (совместно с А. Кричевским, Я. Авдеенко, К. Богданом)
- 1948 — В Украинском филиале Музея В. И. Ленина / В україньскому філіалі Музею В. І. Леніна
- 1948 — Родина зовёт / Батьківщина кличе
- 1948 — Творческий рапорт художников Украины / Творчий рапорт художників України
- 1948 — Торжество украинского народа / Торжество україньского народу (совместно с группой операторов)
- 1949 — Заря над Карпатами
- 1951 — Народное искусство / Народне мистецтво (совместно с группой операторов)
- 1951 — По славному колхозному пути / По славному колгоспному шляху (совместно с группой операторов)
- 1951 — Праздник изобилия / Свято достатку (совместно с группой операторов)
- 1952 — Н. В. Гоголь (совместно с И. Шеккером)
- 1953 — Великое прощание (совместно с группой операторов)
- 1954 — Поёт Украина (совместно с И. Шеккером)

### Игровые
- 1934 — Соловей и роза (короткометражный)
- 1952 — Украденное счастье
- 1953 — Неразлучные друзья (совместно с А. Пищиковым)
- 1954 — Судьба Марины
- 1955 — Звёзды на крыльях (совместно с В. Орлянкиным)
- 1955 — Матрос Чижик
- 1956 — Кровавый рассвет
- 1957 — Мальва
- 1957 — Правда
- 1959 — Григорий Сковорода
- 1960 — Люди моей долины
- 1960 — Таврия
- 1961 — Гулящая
- 1961 — Тень (короткометражный)
- 1962 — Киевская соната (новелла в одноимённом киноальманахе)
- 1964 — Его величество
- 1964 — Космический сплав
- 1966 — Два года над пропастью
- 1966 — Ярость (совместно с А. Пищиковым)
- 1968 — Ошибка Оноре де Бальзака
- 1971 — Семья Коцюбинских
- 1971 — Где вы, рыцари?
- 1973 — В бой идут одни «старики»
- 1977 — Аты-баты, шли солдаты…

## Награды
- Медаль «За победу над Германией в Великой Отечественной войне 1941—1945 гг.» (1945)
- Медаль «За доблестный труд в Великой Отечественной войне 1941—1945 гг.» (1946)
- Медаль «За оборону Киева» (1961)[4]